# Iuka (Kansas)
Iuka es una ciudad ubicada en el condado de Pratt en el estado estadounidense de Kansas. En el año 2010 tenía una población de 163 habitantes y una densidad poblacional de 101,88 personas por km².

## Geografía
Iuka se encuentra ubicada en las coordenadas 37°43′47″N 98°44′5″O / 37.72972, -98.73472 (37.729696, -98.734758).

## Demografía
Según la Oficina del Censo en 2000 los ingresos medios por hogar en la localidad eran de $41,250 y los ingresos medios por familia eran $43,125. Los hombres tenían unos ingresos medios de $38,125 frente a los $19,722 para las mujeres. La renta per cápita para la localidad era de $21,462. Alrededor del 0% de la población estaban por debajo del umbral de pobreza.